# Nodocion mateonus
Nodocion mateonus är en spindelart som beskrevs av Chamberlin 1922. Nodocion mateonus ingår i släktet Nodocion och familjen plattbuksspindlar. Inga underarter finns listade i Catalogue of Life.